# Chocamán (municipalité)
La municipalité de Chocamán est l'une des 212 municipalités de l'État de Veracruz, et est située dans la partie centrale de cet État. Elle se situe à l'ouest du golfe du Mexique, sur les contreforts de la chaîne de montagnes de la Sierra Madre orientale, et se trouve à cheval entre les bassins versants des rivières Río Blanco, affluent nord du fleuve Río Papaloapan, et Río Cotaxtla, affluent du fleuve Río Jamapa. Son chef-lieu est la ville éponyme de Chocamán. Elle dépend de la région administrative de Las Montañas, qui est une des 10 subdivisions administratives de l'État de Veracruz.

## Géographie
La municipalité de Chocamán s'étend entre les bassins versants des rivières Río Blanco, affluent nord du fleuve Río Papaloapan, et Río Cotaxtla, affluent du fleuve Río Jamapa. Elle est bordée au nord par le Río Cotaxtla, et au sud par la rivière Metlac, affluent du Río Blanco. Assise sur les contreforts du massif montagneux de la Sierra Madre orientale, son altitude oscille entre 1100 et 2200 mètres. Son chef-lieu, la ville éponyme de Chocamán, se trouve dans la partie nord de son territoire. Ce territoire couvre une superficie de 44,4 km2, et était peuplé en 2020 de 20 839 habitants, pour une densité de 468,9 habitants par km2.
Cette municipalité est limitrophe au nord-ouest de celle de Coscomatepec, au sud de celles d'Atzacan et de Fortín, et à l'est de celles de Córdoba et de Tomatlán.

## Composition et démographie
La municipalité était composée en 2020 de 19 localités, dont 2 étaient considérées comme urbaines, les autres étant rurales.
| Localité            | Population |
| ------------------- | ---------- |
| Chocamán            | 11 868     |
| Tetla               | 3237       |
| San José Neria      | 1815       |
| Rincón Pintor       | 1034       |
| Xonotzintla         | 1008       |
| Reste des localités | 1877       |
| Total population    | 20 839     |

En plus de l'espagnol, plusieurs langues amérindiennes sont parlées dans la municipalité, dont les principales sont par ordre d'importance : le nahuatl, mazatèque, et le zapotèque.

## Histoire
La municipalité existe depuis 1831.

## Économie

### Agriculture et élevage
La superficie des parcelles semées représentait en 2021 une surface totale de 4328 hectares, parmi lesquels 2230 hectares étaient voués à la culture de la canne à sucre, 1480 hectares étaient voués à la culture du caféier, et 506 hectares étaient voués à celle du maïs.

En 2021, la production de viande par tonnes comprenait 4,6 tonnes de viande bovine, 147 tonnes de viande porcine, 1,2 tonne de viande ovine, 0,2 tonne de viande caprine, 16 310,8 tonnes de volailles, et 2,1 tonnes de dinde. La superficie vouée à l'élevage représentait alors 28 hectares.